# سایگین سویسال
سایگین سویسال (انگلیسی: Saygın Soysal؛ زادهٔ ۲۱ مهٔ ۱۹۸۲) بازیگر اهل ترکیه است. وی از سال ۲۰۰۵ میلادی تاکنون مشغول فعالیت بوده‌است.
از فیلم‌ها یا برنامه‌های تلویزیونی که وی در آن نقش داشته‌است می‌توان به حریم سلطان، کیهان، محافظ و ماراشلی و گودال (چوکور) و آرما ۲ اشاره کرد.